# 발레리 브루멜
발레리 니콜라예비치 브루멜(러시아어: Валерий Николаевич Брумель, 1942년 4월 14일 ~ 2003년 1월 26일)은 전 소비에트 연방의 높이뛰기 선수이다. 1964년 도쿄 올림픽 챔피언으로 그는 높이뛰기에 출전한 가장 위대한 선수들 중의 하나로 넓게 여겨졌고, 현 세계 기록 보유자 하비에르 소토마요르 만에 의하여 두 번째이다.

## 인물
러시아 소비에트 연방 사회주의 공화국 아무르주의 라즈베드키에서 태어난 브루멜은 루한스크에서 12세의 나이로 스포츠를 시작하였다. 16세 때에 높이뛰기에서 2m(6 피트 7 인치)를 제거한 그는 당시에 우위를 차지한 똑바르게 다리를 벌린 기술을 이용하였다. 17세 때부터 모스크바에서 V. M. 디야치코프의 코치 아래 자신의 실력을 향상시킨 브루멜은 국내 기록 2.17m(7 피트 1 인치)를 깨고 올림픽 팀에 선발되었다.
로마 올림픽에서 동료이자 우승자 로베르트 샤블라카드제와 똑같은 결과를 득점하였으나, 더 많은 시도들을 하고 2위에 그쳤다. 1961년부터 1963년까지 2.23m(7 피트 4 인치)부터 2.28m(7 피트 6 인치)까지의 세계 기록을 깼다. 도쿄 올림픽에서 금메달 획득에 성공하였다.
1965년 오토바이 사고로 오른쪽 다리에 부상을 당하여 29번의 수술 후에도 육상 경력에 복귀하지 못하다가 1970년 2.06m(6 피트 9인치)를 넘었다.
60세의 나이로 모스크바에서 사망하였다.

## 다른 수상 경력
- 소비에트 연방 스포츠의 명수 (1961)
- 국내 챔피언 (1961, 1963)
- 유럽 챔피언 (1962)
- ABC 올해의 스포츠의 넓은 세상 선수 (1963)